# Wolkenbau und Flimmerstern
Wolkenbau und Flimmerstern ist eine deutsche Filmkomödie von 1919.

## Handlung
Prinz Heinz Wolkenstein und die Komtesse Eva Halm sollen auf Wunsch der Fürstenmutter heiraten. Doch er hat bereits ein Verhältnis mit der Tänzerin Liddy und möchte diese heiraten. Durch eine List gelingt es Liddy die Fürstenmutter und ihren Anwalt, Dr. Mumpitz doch von einer Verlobung von ihr mit Heinz zu überzeugen.

## Hintergrund
Produktionsfirma war die Decla-Film-Ges. Holz & Co. Berlin. Der Film hatte eine Länge von vier Akten auf 1.382 Metern, ca. 67 Minuten. Die Polizei Berlin belegte ihn im April 1919 mit einem Jugendverbot (Nr. 43042).

## Anmerkung
1. ↑  War bei IMDb unter dem falschen Titel „Wolkenblau und Himmelstern“. Der englische Verleihtitel lautete „Castles in the Sky and Rhinestones“. Die etwas freie Übersetzung für „Wolkenbau“ lautet also „Castles in the Sky“, nicht „Cloud“. – nach: Filmtitel (englisch) in der Filmografie von Fritz Lang bei filmhistoriker.de